# Tobias Zeitz
Tobias M. Zeitz (* 1987 in Gräfelfing bei München) ist ein deutscher Theater- und Filmschauspieler und Sänger.

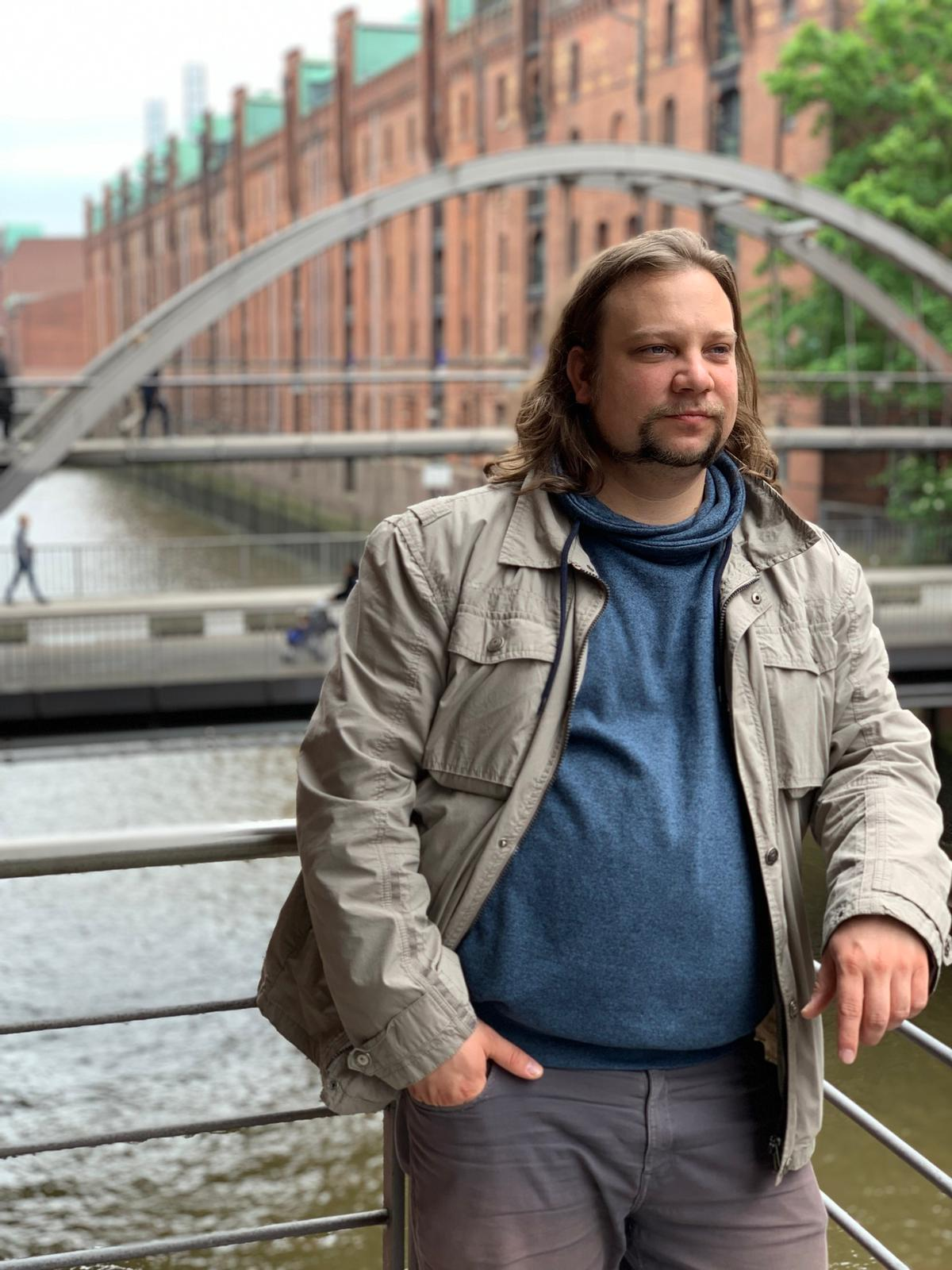
Tobias Zeitz

## Leben
Tobias Maximilian Zeitz wuchs in München auf und kam früh in Kontakt mit Musik: So wurde er im Alter von 6 Jahren Mitglied beim Tölzer Knabenchor und ging als langjähriges Mitglied der Münchner Chorbuben auf Konzertreisen. 2006 gründete er gemeinsam mit anderen Sängern und Sängerinnen das HeartChor Vocalensemble.
2011 wurde Zeitz Ensemblemitglied des Hoftheaters Bergkirchen im Münchner Umland, wo er seitdem als Sänger und Schauspieler an Produktionen aus den Genres Operette, Musical und Schauspiel beteiligt war. Zudem tritt er als Gastschauspieler beim Theater Fritz und Freunde in Augsburg sowie beim Zimmertheater Uffing auf.
Seit 2021 ist Tobias Zeitz in der Rolle des Franz an den Dreharbeiten zu Levizia, einem Film des deutschen Horrorfilm-Regisseurs Olaf Ittenbach, beteiligt.
In der Spielzeit 2022/2023 tritt er am Hoftheater Bergkirchen als Flori/Erzengel Michael im urbayerischen Theaterklassiker Der Brandner Kaspar und das ewig’ Leben, als Fritz Steppke in der Berliner Operette Frau Luna, als Vicomte Fernand de Champlatreux in der französischen Operette Mamselle Nitouche sowie als Schauspieler in der Sommertheater-Produktion Momo nach Michael Endes Kinderbuch auf.
Zeitz lebt in München und ist neben seiner Arbeit als Sänger und Schauspieler als Hörakustik-Meister tätig.

## Theater (Auswahl)
- 2011–2014: My Fair Lady (als Freddy Eynsford-Hill)
- 2016: Don Quichotte (als Sancho Pansa)
- 2018–2019: Die Mausefalle (als Christopher Wren)
- 2019: Die Fledermaus (als Alfred)
- seit 2021: Frau Luna (als Fritz Steppke)
- seit 2022: Butterbrot von Gabriel Barylli (als Martin)
- seit 2022: Der Brandner Kaspar und das ewig’ Leben (als Flori & Erzengel Michael)